# Tolna niveipicta
Tolna niveipicta là một loài bướm đêm trong họ Erebidae.